# Gerucht van Orléans
Het Gerucht van Orléans is een sociaal en mediafenomeen dat zich afspeelde in 1969 te Orléans en weerklank kreeg in heel  Frankrijk. Volgens het van mond-tot-mond verspreide gerucht zouden tijdens pasbeurten in verschillende kledingzaken, allen van Joodse eigenaars, jonge vrouwen ontvoerd zijn met de bedoeling deze nadien als blanke slavinnen te prostitueren in het buitenland. Vergelijkbare geruchten van vrouwen die verdwenen in paskamers doken in de jaren 60 ook op in verschillende andere Franse steden zonder echter dezelfde omvang aan te nemen.

## Het gerucht
Volgens het gerucht, dat opduikt in april 1969, zouden de paskamers van zes kledingzaken, alle van Joodse eigenaars, gelegen langs de rue de Bourgogne in het oude stadscentrum van Orléans, onderaan voorzien zijn van een houten valluik waarlangs jonge vrouwen zouden verdwijnen om nadien 
verdoofd te worden met een injectie en afgevoerd te worden via de vele ondergrondse gangen gelegen onder het historische centrum om uiteindelijk te belanden in een prostitutienetwerk van blanke slavinnen. 
In een zo mogelijk nog waanzinniger versie zouden deze ondergrondse gangen uitmonden in de Loire, vanwaar de ontvoerde vrouwen met zakvestduikboten zouden afgevoerd worden naar het Midden-Oosten.

## Chronologie
Het gerucht wordt eind mei vermeld in de lokale pers waarop de lokale procureur van de republiek de politie inschakelt, maar het bij de plaatselijke handelaars gevoerde onderzoek wordt al snel stopgezet.
Het gerucht houdt aan, ondanks officiële ontkenningen die aangeven dat er in de regio geen enkele onrustwekkende verdwijning is gemeld bij de politie. Volgens de rondgaande complottheorie zouden de ontvoeringen echter voortduren terwijl de pers de zaken zou verzwijgen en de overheid passief zou blijven onder druk van de Joodse lobby.
De geviseerde handelszaken worden gemeden door de klanten, en op zaterdag 31 mei vormt zich in een geladen atmosfeer een dreigende menigte voor de kledingwinkels. De gemoederen bedaren tijdelijk na de sluiting van de winkels en omwille van de 's anderendaags gehouden presidentsverkiezingen die de aandacht opeisen. 
Op maandag 2 juni, verstuurt een journalist een bericht naar het persagentschap AFP, en verschijnen er twee artikels in de regionale kranten "La Nouvelle République" en "La République du Centre", waarin melding gemaakt wordt van een klacht voor smaad door de getroffen handelaars. In de periode van 3 tot 9 juni verspreiden verschillende belangengroepen en politieke partijen protesten waarin ze de gebeurtenissen en geruchten veroordelen. Van 7 tot 10 juni verschijnen er ook artikels in de landelijke pers.
De geruchten verstommen vrijwel volledig vanaf midden juni. Begin juli, stoppen ook de campagnes om het gerucht te bestrijden en klasseren de bevoegde overheden de zaak zonder verder gevolg.

## Analyse
Al in juli 1969, gaat een ploeg sociologen onder leiding van Edgar Morin drie dagen lang te Orléans aan de slag om het fenomeen te bestuderen. Eind 1969 publiceren zij het essai La Rumeur d'Orléans, die de mythe van de blanke slavinnenhandel via ontvoering op klaarlichte dag in centraal gelegen kledingzaken bestudeert, en hoe zich hieraan een vorm van antisemitisme kon koppelen, die de tegenreactie zou versterken (en die overigens ook het gevoerde onderzoek mogelijk maakte, dankzij de tussenkomst van het "Fonds social juif unifié").
Uit de studie blijkt dat het gerucht op geen enkele reële gebeurtenis te Orléans, waar tijdens de betroffen periode geen enkele vrouw verdween, gebaseerd is. Het gerucht verspreidde zich uitsluitend van mond-tot-mond, maar het is wel zo dat de thematiek ervan terug te vinden is in de pers en literatuur. 
Zo deed zich in 1958 te Marseille echt een zaak voor waarbij een jonge vrouw verdoofd werd door een bende trafikanten vooraleer ze teruggevonden werd door haar verloofde in de achterkamer van een boetiek. 
Het "scenario" van ontvoeringen in paskamers werd een jaar voor de gebeurtenissen in Orléans gepubliceerd in een pocketboek (uitgegeven bij Presses de la Cité), en nadien in het werk van de Britse journalist, Stephen Barlay, dat in vertaalde versie als "L'esclavage sexuel" uitkwam begin 1969 bij uitgeverij Albin Michel. Het weekblad "Noir et Blanc" herneemt in zijn nummer van 6 mei 1969 de pagina's uit dit boek die het raamwerk zullen gaan vormen voor de geruchten in Orléans. Aangezien dit artikel in heel Frankrijk gepubliceerd werd kan het echter niet verklaren waarom precies in Orléans dit scenario tot een gerucht van dergelijke proporties kon uitgroeien. 
Een toeval maakt dat in het stadscentrum van Orléans op 10 mei een kledingzaak, gericht op een publiek van tienermeisjes en jonge vrouwen, opent met de naam "Les Oubliettes" (nl: de vergeetput), de paskamers bevinden zich in de kelderverdieping met een middeleeuws decor, nochtans opent in dezelfde periode ook in Grenoble een gelijkaardige winkel zonder dat dit geruchten doet ontstaan.